# Rue des Beaux-Arts
La rue des Beaux-Arts est une rue du quartier Saint-Germain-des-Prés, l’un des quatre quartiers du  6e arrondissement de Paris (Île-de-France, France).

## Situation et accès
Longue de 138 mètres, orientée est-ouest, la rue débute au 14, rue de Seine et finit au 11, rue Bonaparte. Elle est en sens unique dans le sens est-ouest.
Le quartier est desservi par la ligne 4 à la station Saint-Germain-des-Prés.

## Origine du nom
Le nom de cette voie s’explique par le fait qu'elle débouche (du côté de la rue Bonaparte) en face des « Beaux-Arts » (École nationale supérieure des beaux-arts).
On y trouve aujourd'hui un grand nombre de galeries d’art.

Carte des quatre quartiers du 6e arrondissement de Paris.

## Historique
Cette voie a été ouverte en 1825 sous le nom de « passage des Beaux-Arts », sur les terrains de l’hôtel de la Rochefoucauld-Liancourt. Elle fut alignée par rapport aux deux rangées d’arbres qui ornaient l’entrée de l’école des Beaux-arts. Considérée comme voie privée, elle était fermée par des grilles. Jusqu’en 1860, cette voie fait partie de l’ancien quartier de la Monnaie au sein de l’ancien 10e arrondissement de Paris.

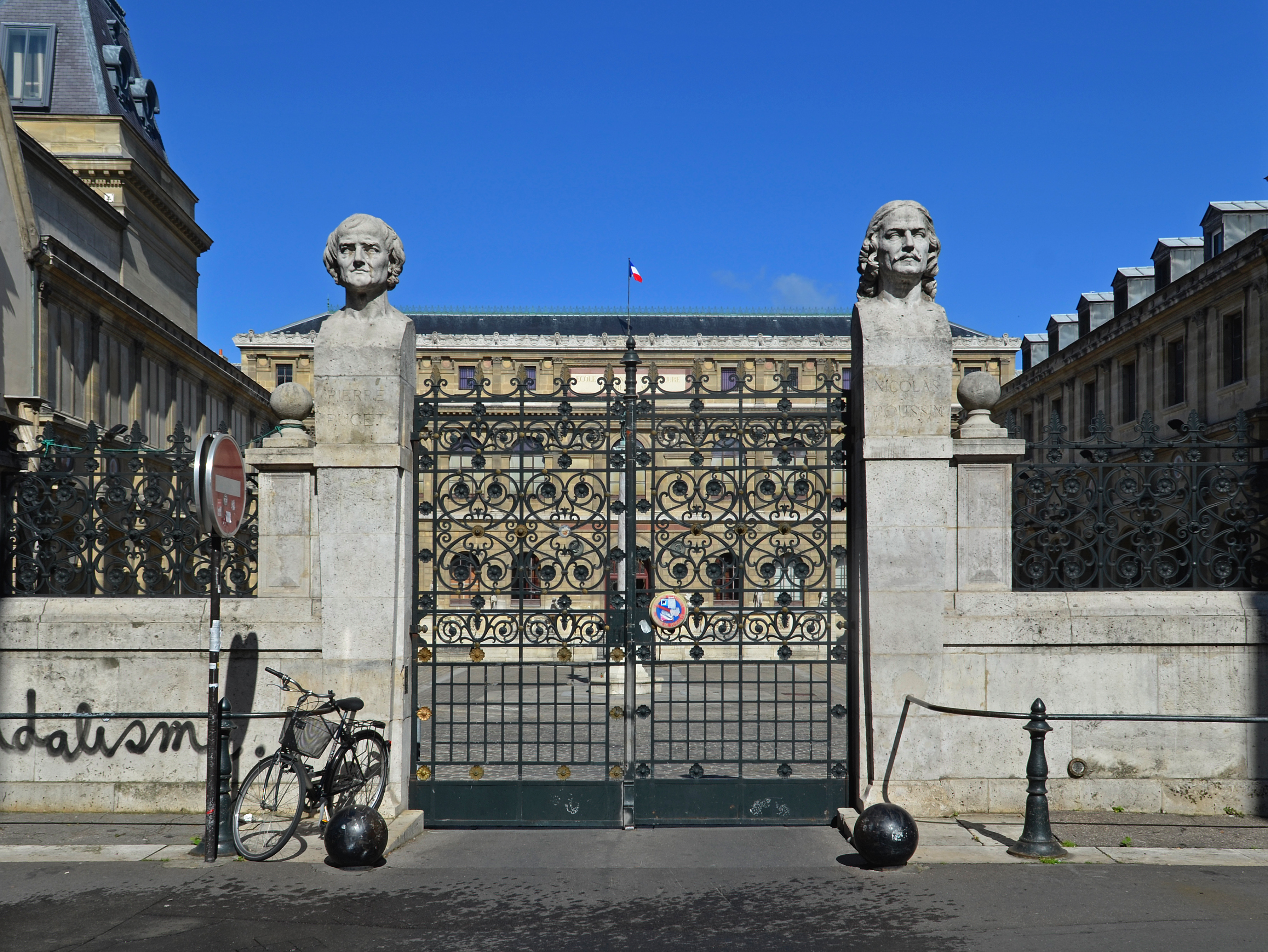
Entrée des Beaux-Arts, rue Bonaparte, dans l’axe de la rue des Beaux-Arts.

## Bâtiments remarquables et lieux de mémoire
- No 2 : 
  - en 1926, Pierre Loeb y installe sa « Galerie Pierre »[3] ;
  - en 1939, librairie à l'enseigne La Peau de chagrin, tenue par Pierre Périchard, déporté en 1943[4] ;
  - libraire à l’enseigne Le Minotaure, tenue par Roger Cornaille[5] ;
  - emplacement de la première librairie de science-fiction La Balance, ouverte par Valérie Schmidt, une proche de l’écrivain Philippe Curval[6] ;
  - domicile du peintre Georges Feher[réf. nécessaire].
- No 3 : galerie Iris Clert (de 1956 à 1962). Le graveur Louis-Henri Brévière (1797-1869) y a habité.
- No 3 bis : en 1831, Henri Lacordaire, Charles de Montalembert et Coux fondent ici une première école libre malgré le monopole d’État qui existe alors[7]. C'est vers 1930 que les peintres Lucien Genin (1894-1953) et Élisée Maclet (1881-1962) prennent un appartement en commun, au-dessus du bistrot tenu par Malafosse[8].

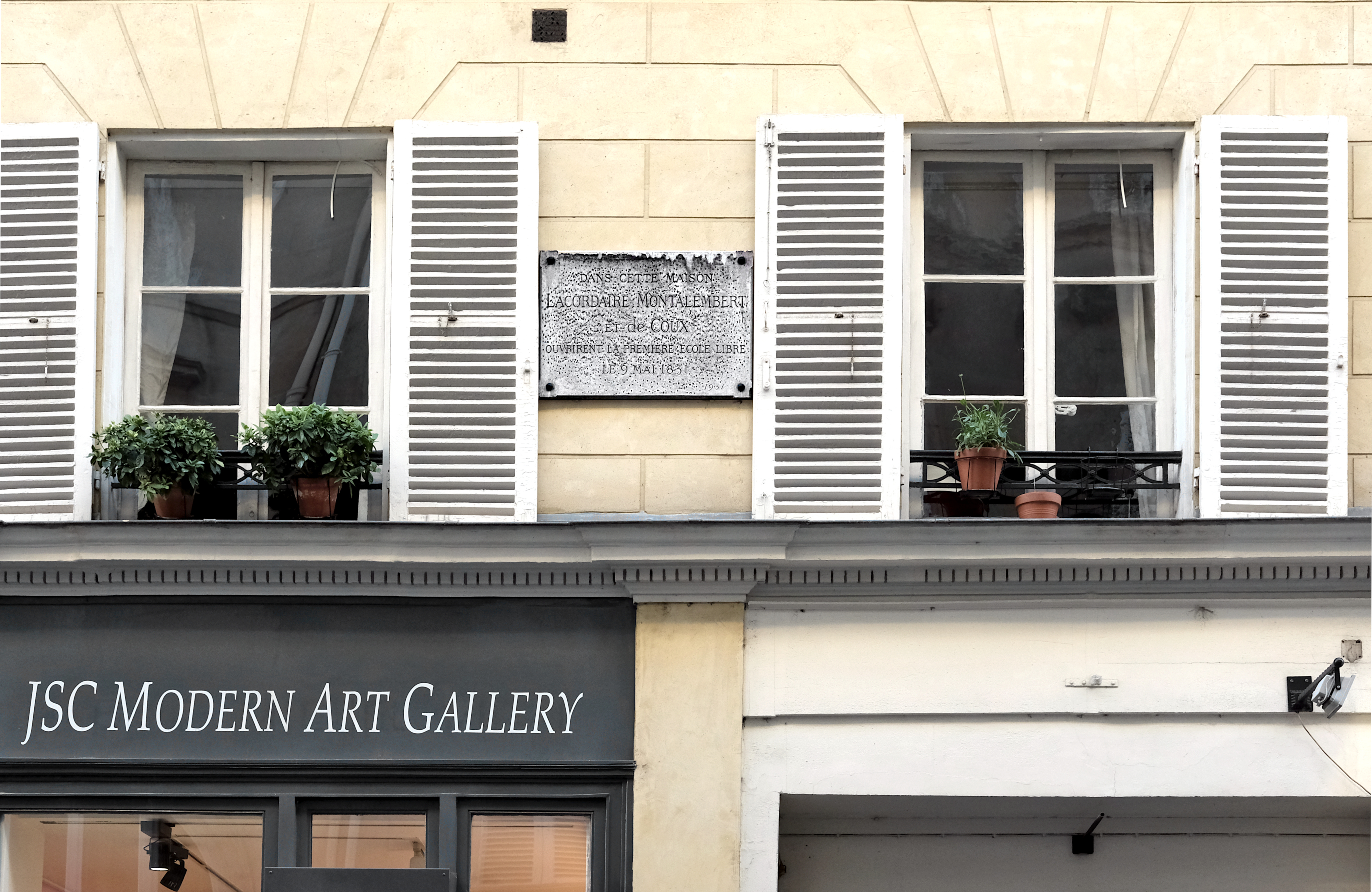
Plaque historique du n°3 bis.
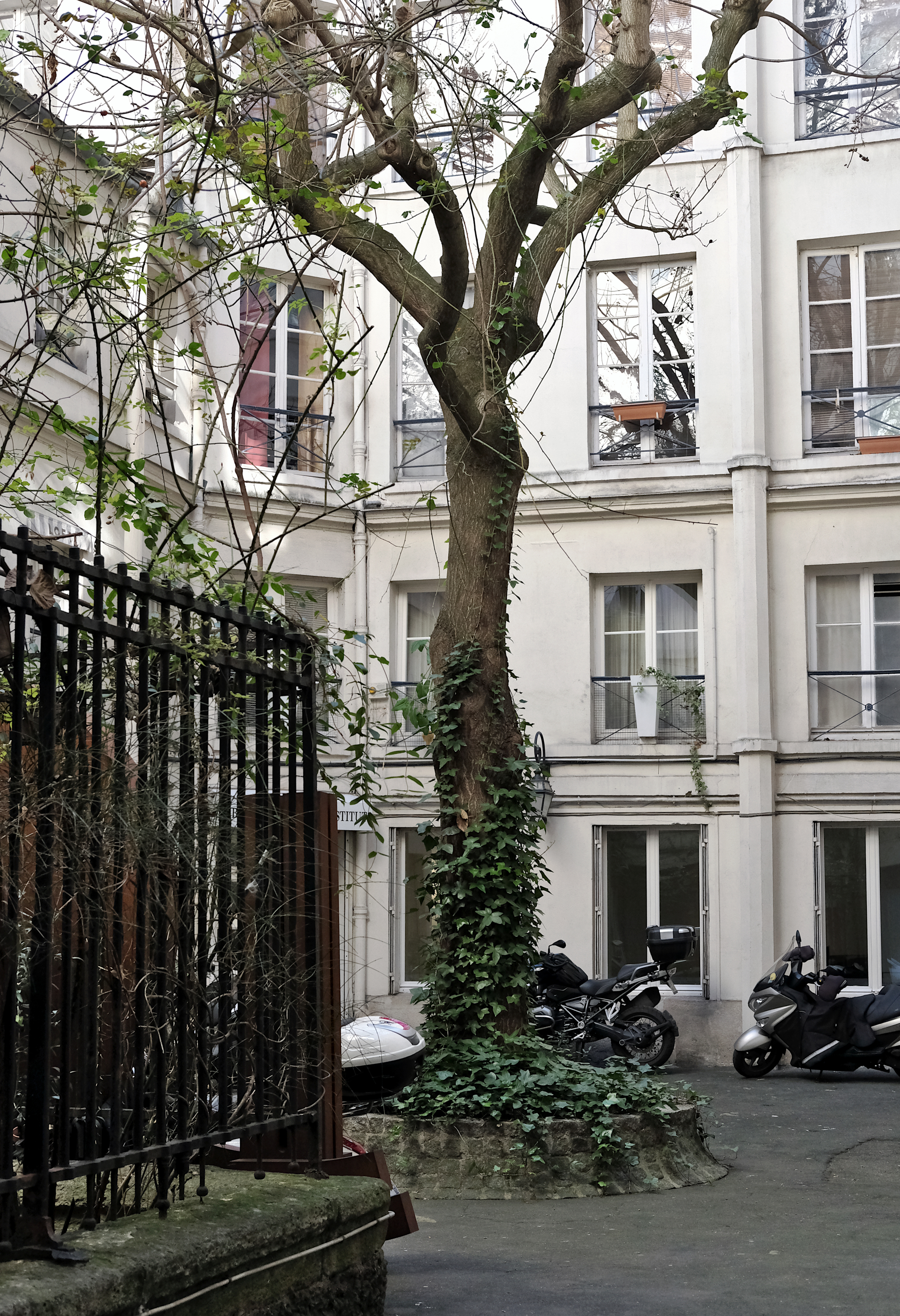
Cour intérieure du n°3 bis.

- No 4 : emplacement de l'Hôtel de Nice, pension de famille où séjournèrent Albert Bartholomé (1848-1928), Gustave Henri de Beaumont (1851-1922)[réf. nécessaire], Toshio Bando (1895-1973)[9]. Jim Morrison et son amie, Pam, ont séjourné à l'Hôtel de Nice pendant deux semaines avant de s'installer au 17 rue de Beautrellis où Morrison trouvera la mort.
- No 5 : 
  - domicile du peintre Georges A. L. Boisselier au début des années 1900[réf. nécessaire]. Lieu d'arrestation par la Milice française du poète Guy-Robert du Costal et son épouse Yvonne Le Marec, résistants, le 24 mai 1944[10]. L'artiste créatrice en tissus Hélène Van Melle-Henry y a occupé un appartement jusqu'en 1965 année de sa mort. Son mari Joseph Van Melle est un moment directeur aux Éditions Berger-Levrault & Cie qui ont eu leur siège administratif à cette adresse.
  - Le marchand d'art Claude Bernard installe sa galerie en 1957 à cette adresse[11].
  - Le poète Gérard de Nerval loue un appartement à cette adresse, entre 1840 et 1850[12].
- No 8 : Christian Brune meurt à 59 ans à son domicile, le 16 avril 1849[13]. Henri Fantin-Latour (1836-1904) y élit domicile[14] - siège de L’Opinion, journal hebdomadaire français, fondé en 1907 qui parait chaque samedi jusqu’en 1938[réf. nécessaire]. Galerie Flak, spécialisée dans les arts primitifs. Emplacement des bureaux et ateliers de la Documentation photographique[15], fondée par le photographe Adolphe Giraudon (1849-1929), puis reprise par son fils Georges Giraudon (1885-1970).
- No 10 : Prosper Mérimée et  Camille Corot ont habité cet immeuble[16].
- No 12 : domicile de la photographe et journaliste Hélène Roger-Viollet, où elle est assassinée en 1985. Albert Cassagne (1869-1916) est né dans cet immeuble.
- No 13 : Oscar Wilde est mort à l’hôtel d’Alsace où de nombreuses personnalités ont également séjourné, dont notamment Jorge Luis Borges entre 1977 et 1984[10].

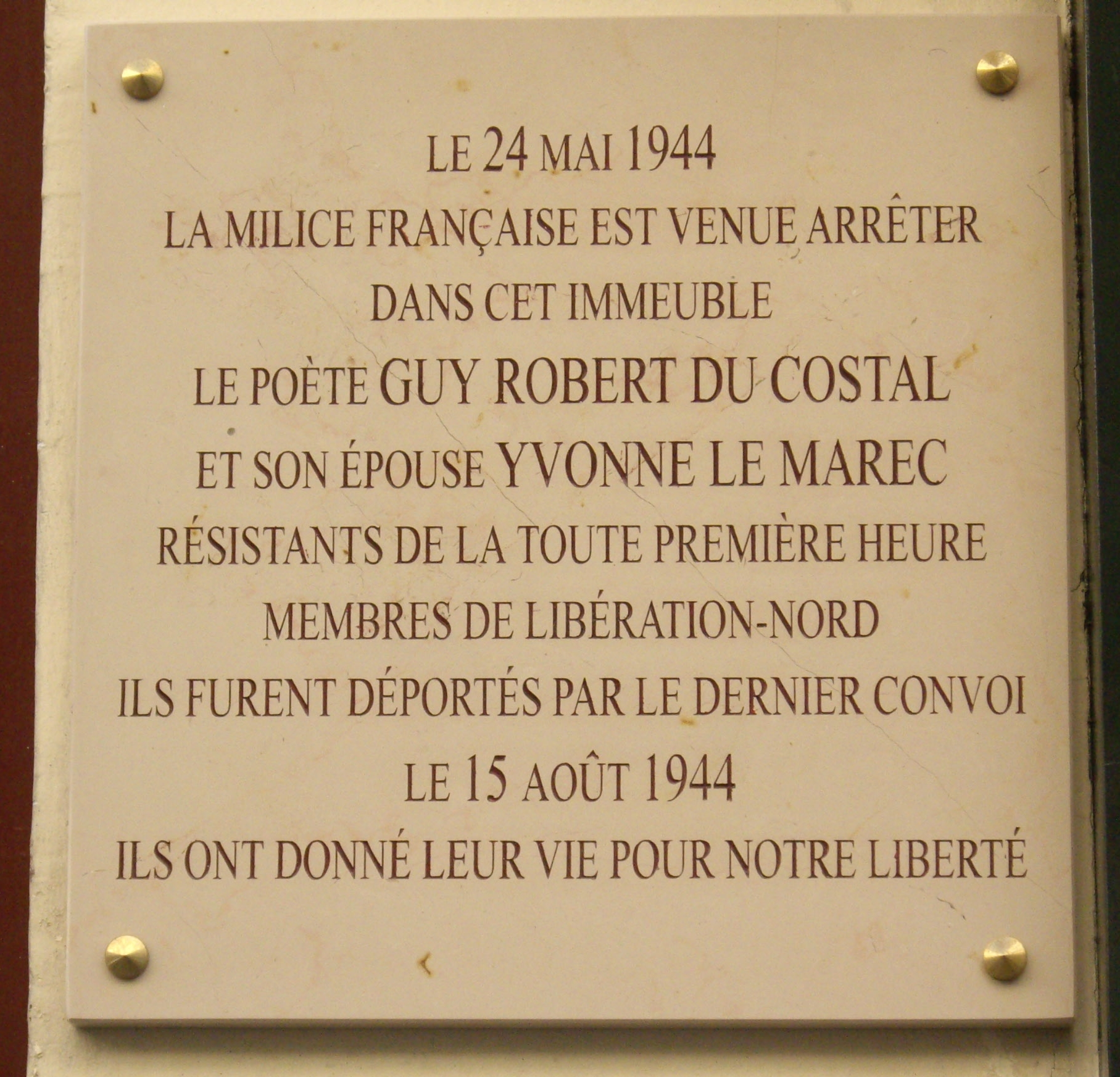
No 5, plaque commémorative à la mémoire de Guy-Robert du Costal et de son épouse Yvonne Le Marec.
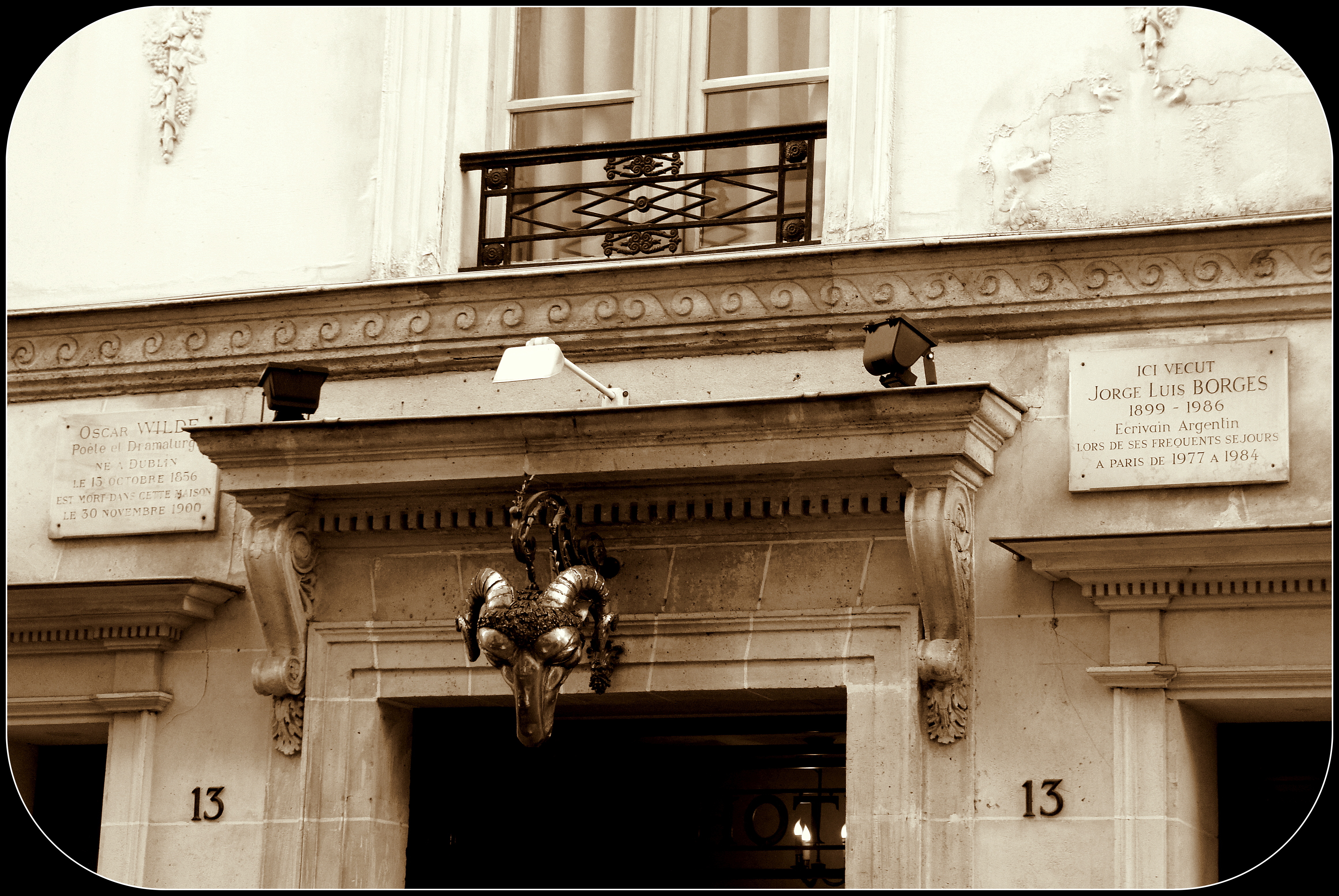
Entrée de l’établissement actuel (l'hôtel) du no 13.
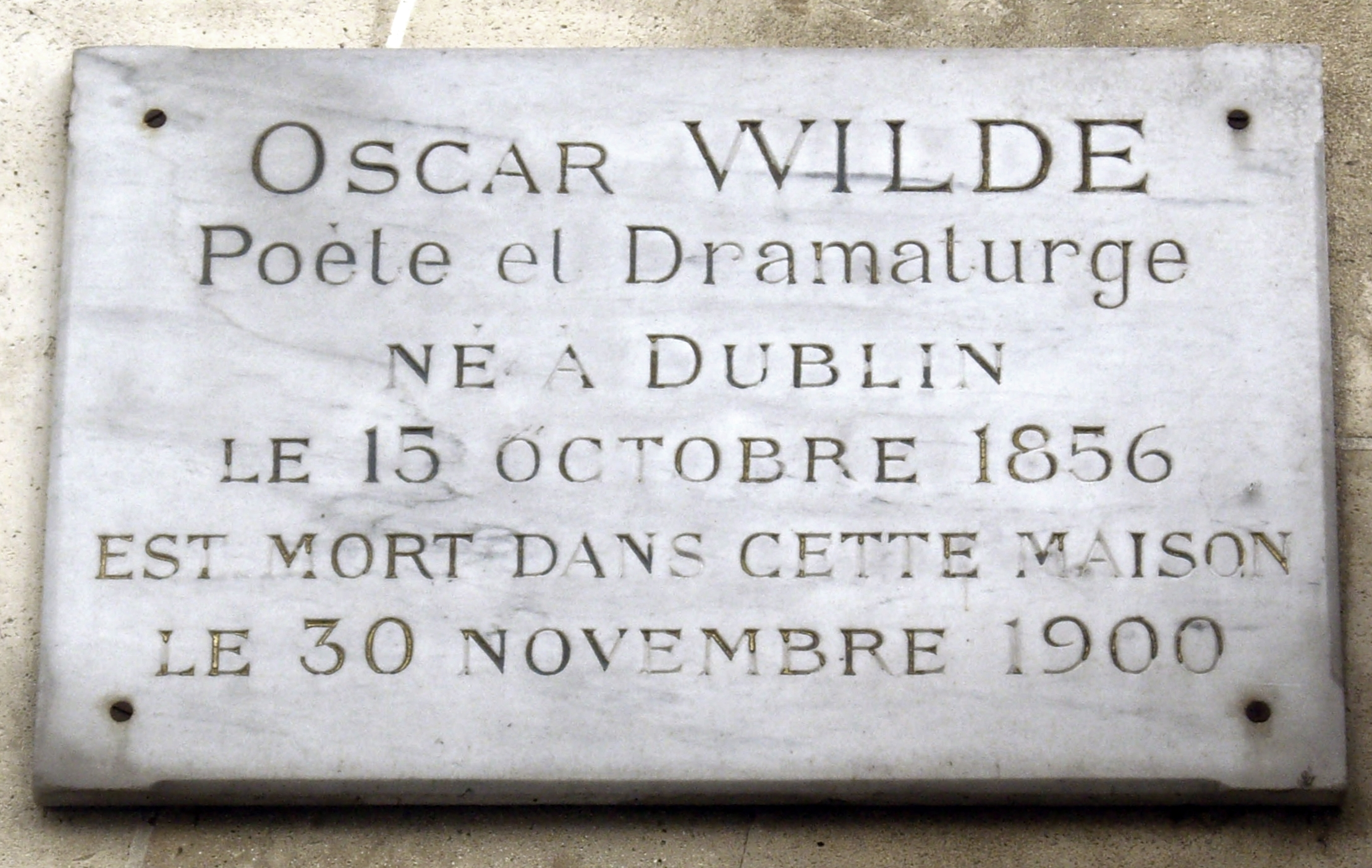
Plaque commémorative à la mémoire d’Oscar Wilde au no 13.
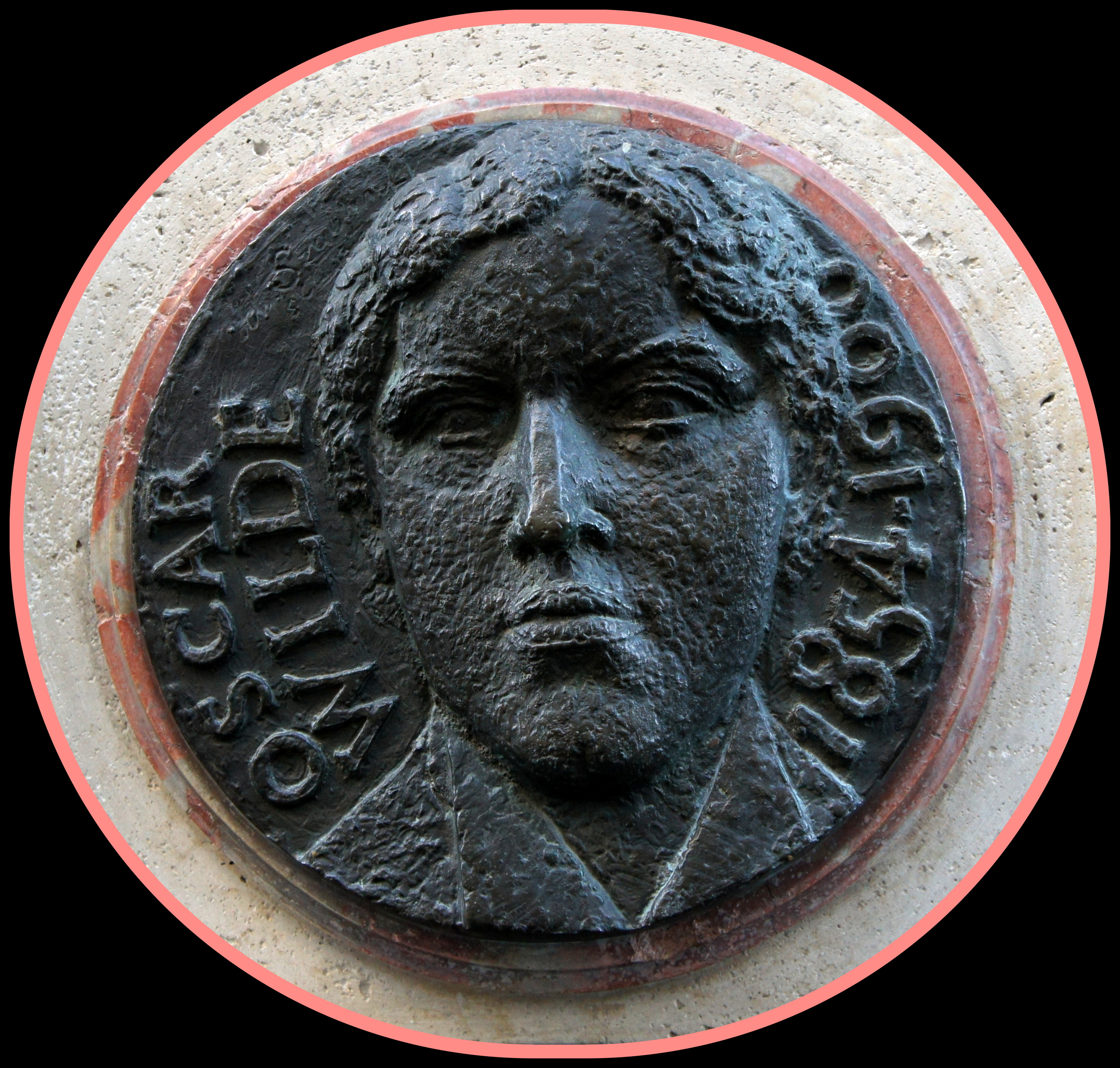
Portrait d’Oscar Wilde au no 13.
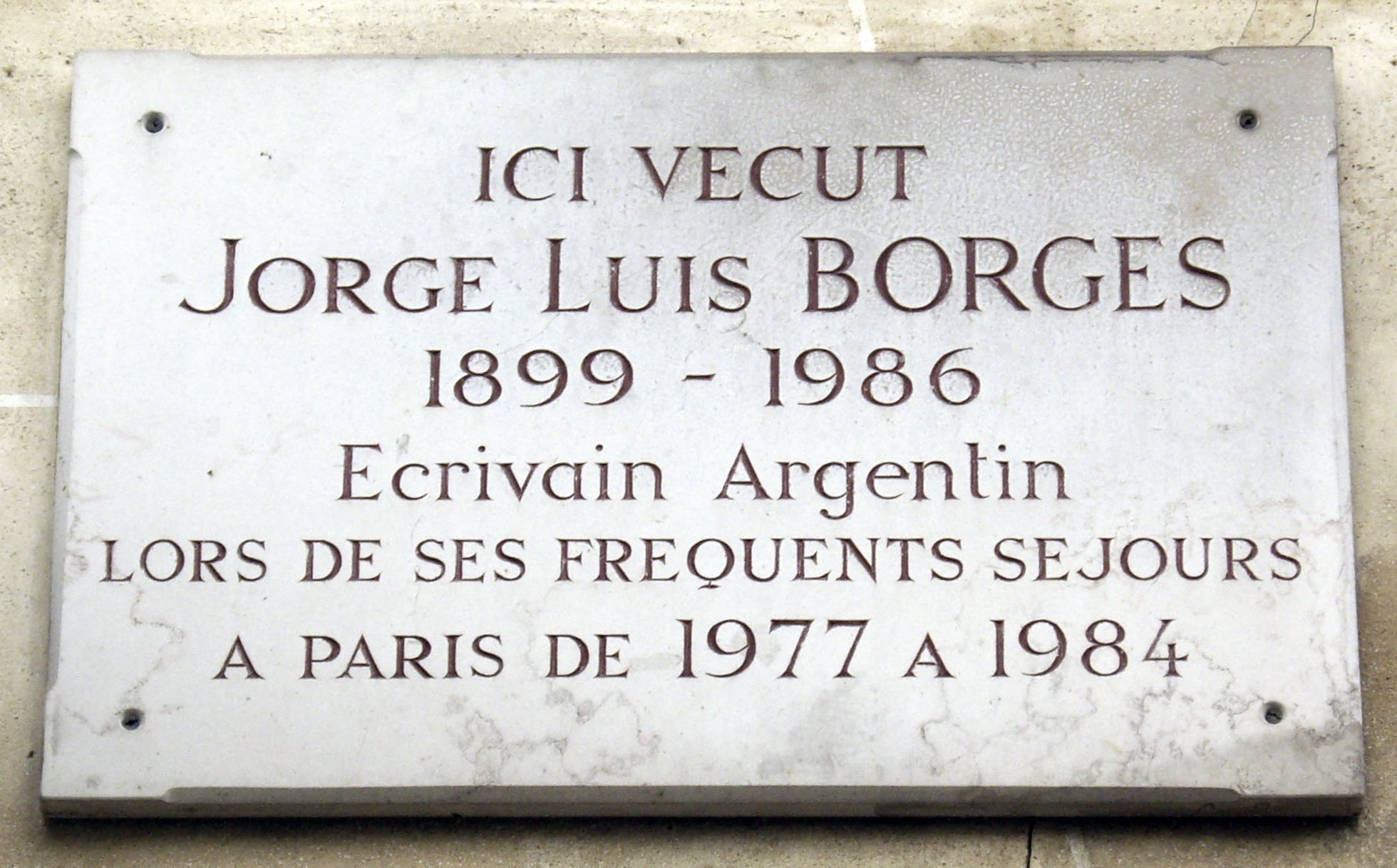
Plaque commémorative à la mémoire de Jorge Luis Borges au no 13.